# Телефестиваль песни АВС 2016
Телевизионный песенный фестиваль ABU 2016 — является четвёртым по счёту выпуском Азиатско-Тихоокеанского телефестиваля песни. Фестиваль, который по правилам конкурса не носит соревновательный характер, пройдёт 22 октября 2016 года в Бали (Индонезия)
В конкурсе приняли участие двенадцать стран и регионов Азии и Океании .
Малайзия и Турция отказались от участия. Монголия, которая, как сообщалось, впервые должна была принять уастие в конечном итоге отказалась. Тунис объявил о своем участии в турнире (первая страна за пределами Азии и Океании в истории турнира).

## Обзор турнира
По состоянию на июль 2016 года прогнозировалось, что число стран и регионов, участвующих в турнире, будет самым низким за всю историю. По состоянию на октябрь 2016 года общее количество стран и регионов, участвующих в турнире, составило 12.

## Страны и регионы-участники
Сообщалось, что Бердибек Кулгараев будет представлять Казахстан на турнире, но в сентябре 2016 года было объявлено, что вместо него Казахстан будет представлять Айри.
| Страна           | Артист           | Песня                       |
| ---------------- | ---------------- | --------------------------- |
| Казахстан        | Ayree            | "My Motherland"             |
| Макао            | Queena Tam       | "Aylan"                     |
| Тунис            | Lotfi Bouchnak   | "Mohammed"                  |
| Вьетнам          | Pha lê           | "Silky Lady"                |
| Япония           | Кяри Памю Памю   | "Fashion Monster"           |
| Индонезия        | Novita Dewi      | "Terbang (Fly)"             |
| Гонконг          | Kayee Tam        | "Puppet"                    |
| Республика Корея | Ailee            | "Singing Got Better"        |
| Мальдивы         | Laisha Junaid    | "Magey Rah"                 |
| Китай            | Mo Siman         | "The Love From Heaven"      |
| Афганистан       | Seeta Qasemie    | "Melody of Love"            |
| Шри-Ланка        | Shehara Liyanage | "Something bout’ You and I" |

### Страны, которые не участвовали
Следующие страны и регионы отказались от участия:
- Таиланд
- Монголия
- Малайзия
- Турция
- Мьянма
- Вануату